# Adrianna Szóstak
Adrianna Szóstak (2 de marzo de 1996) es una deportista de Polonia que compite en atletismo. Ganó una medalla de bronce en el Campeonato Europeo de Atletismo por Equipos de 2021, en la prueba de triple salto.